# Chāleh Polarz
Chāleh Polarz (persiska: چالِه پُلَرز) är en ort i Iran.   Den ligger i provinsen Golestan, i den norra delen av landet, 400 km öster om huvudstaden Teheran. Chāleh Polarz ligger 103 meter över havet och antalet invånare är 222.
Terrängen runt Chāleh Polarz är platt åt nordväst, men åt sydost är den kuperad.Runt Chāleh Polarz är det ganska tätbefolkat, med 65 invånare per kvadratkilometer. Närmaste större samhälle är Āzādshahr, 6,9 km öster om Chāleh Polarz. Trakten runt Chāleh Polarz består till största delen av jordbruksmark.